# Quan thoại Tây Nam
Tiếng Quan thoại Tây Nam (giản thể: 西南官话; phồn thể: 西南官話; bính âm: Xīnán Guānhuà, phiên âm Hán – Việt: Tây Nam quan thoại), còn được gọi là Quan thoại Thượng Dương Tử (giản thể: 上江官话; phồn thể: 上江官話; bính âm: Shàngjiāng Guānhuà) hay tiếng Quan Hỏa là một nhánh chính của tiếng Quan thoại được nói ở phần lớn miền trung và tây nam Trung Quốc, bao gồm Tứ Xuyên, Vân Nam, Trùng Khánh, Quý Châu, phần lớn Hồ Bắc, mạn tây bắc Hồ Nam, mạn bắc Quảng Tây và một phần Thiểm Tây và Cam Túc. Một số dạng thức của tiếng phổ thông Tây Nam không dễ thông hiểu với tiếng Trung Quốc chuẩn hoặc các dạng thức Quan thoại khác.
Các phương ngữ Quan thoại Tây Nam được khoảng 260 triệu người sử dụng. Nếu được coi là một ngôn ngữ riêng biệt với phổ thông thoại, nó sẽ có số người bản ngữ đứng thứ tám trên thế giới, sau chính tiếng Quan thoại, tiếng Tây Ban Nha, tiếng Anh, tiếng Hindi, tiếng Bồ Đào Nha, tiếng Ả Rập và tiếng Bengal.

## Tổng quan
Tiếng Quan thoại Tây Nam hiện nay được hình thành bởi làn sóng người nhập cư trong thời nhà Minh và nhà Thanh. Do sự di cư trong thời gian tương đối gần đây, các phương ngữ này cho thấy nhiều điểm tương đồng với Hán ngữ tiêu chuẩn hơn so với các phương ngữ tiếng Trung Quốc khác như tiếng Quảng Đông hoặc Phúc Kiến. Ví dụ, dù Quan Thoại Tây Nam không có phụ âm quặt lưỡi (zh, ch, ch, sh, r) có trong Hán ngữ tiêu chuẩn (giống như hầu hết các phương ngữ ở miền Nam Trung Quốc), nó không lưu giữ thanh nhập (khác với hầu hết các phương ngữ miền Nam, nhưng giống Hán ngữ tiêu chuẩn). Các phương ngữ Thành Đô - Trùng Khánh và Hồ Bắc được cho là có một số đặc điểm của Quan thoại lingua fanca nói thời nhà Minh. Tuy nhiên, một số học giả tin rằng nguồn gốc của nó có thể giống với tiếng Quan Thoai Hạ Dương Tử. Mặc dù là bộ phận của nhóm tiếng Quan thoại, tiếng Quan thoại Tây Nam có nhiều điểm khác biệt rõ rệt với Quan thoại tiêu chuẩn đến nổi, trước năm 1955, nó thường được xếp chung với tiếng Quảng Đông và tiếng Ngô làm một nhánh phương ngữ Trung Quốc riêng biệt.
Quan thoại Tây Nam còn được nói ở huyện Kokang ở phía bắc Myanmar, nơi dân cư bao gồm phần lớn là người Kokang. Quan thoại Tây Nam cũng là một trong hai ngôn ngữ chính thức của Ngoã Bang, một quốc gia tự trị không được công nhận ở Myanmar, bên cạnh tiếng Wa. Bởi vì tiếng Wa không có chữ viết, chữ Hán là ngôn ngữ hành chính chính thức của chính quyền Ngoã Bang. Có vài cộng đồng người nói Quan thoại Tây Nam, gọi là Chin Haw, sống ở Thái Lan. Nó cũng được nói ở một số khu vực của miền Bắc Việt Nam. Các dân tộc thiểu số ở tỉnh Lào Cai thường nói Quan thoại Tây Nam với nhau khi ngôn ngữ riêng của họ không thông hiểu với nhau. Quan thoại Tây Nam cũng được sử dụng bởi các dân tộc thiểu số khác nhau ở Vân Nam và Quảng Tây.

## Phân loại

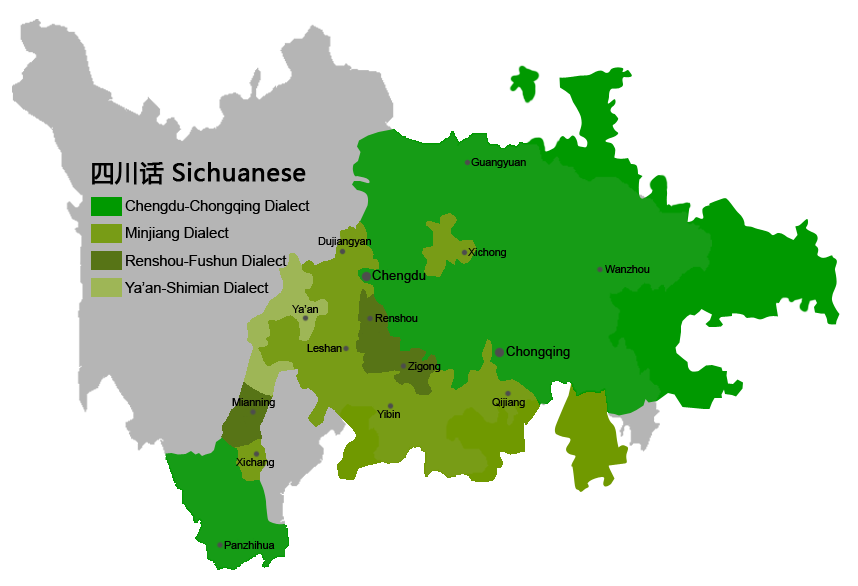
Phân nhóm Thành Đô và Quán Xích ở Tứ Xuyên và Trùng Khánh

Quan thoại Tây Nam được phân loại thành mười hai nhóm phương ngữ trong Trung Quốc ngữ ngôn địa đồ chí:
- Thành Đô 成渝: Thành Đô và Trùng Khánh
- Điền Tây 滇西 (mạn tây Vân Nam): cụm Dao-Lý 姚里 và Bảo-Lộ 保潞
- Kiềm Bắc (mạn bắc Quý Châu)
- Côn-Quý: Côn Minh và Quý Dương
- Quán-Xích 灌赤 (tây nam Tứ Xuyên và bắc Vân Nam): Mân Giang 岷江, Nhân-Phú 仁富, Nhã-Miên 雅棉 và Lý-Xuyên 丽川
- Ngạc Bắc 鄂北 (mạn bắc Hồ Bắc)
- Vũ-Thiên 武天: Vũ Hán và Thiên Môn (Hồ Bắc)
- Sầm-Giang 岑江 (mạn đông Quý Châu)
- Kiềm Nam 黔南 (mạn nam Quý Châu)
- Tương Nam 湘南 (miền nam Hồ Nam): Vĩnh Châu và Sâm Châu
- Quế-Liễu 桂柳 (mạn bắc Quảng Tây): Quế Lâm và Liễu Châu
- Thường-Hạc 常鹤: Thường Đức và Trương Gia Giới (tây bắc Hồ Nam) và huyện Hạc Phong (tây nam Hồ Bắc)